# Москва-Товарная-Курская
Москва́-Това́рная-Ку́рская — железнодорожная станция Курского направления Московской железной дороги в Москве. Входит в Московско-Курский центр организации работы железнодорожных станций ДЦС-1 Московской дирекции управления движением. По основному характеру работы является грузовой, по объёму работы отнесена к 2 классу. Станция входит в состав линии МЦД-2 Московских центральных диаметров, после запуска которого на станции останавливаются все электропоезда, кроме экспрессов.
Пассажирская платформа для пригородных электропоездов на станции называется просто Москва-Товарная, так как другие станции с этим названием находятся на других направлениях. Время движения с Курского вокзала — 4 минуты.
Планируется перенос пассажирской платформы в ТПУ Серп и Молот.

## Инфраструктура
Основными направлениями работы станции является обработка крупнотоннажных (20-футовых) и среднетоннажных контейнеров, погрузка-выгрузка из крытых вагонов и работа с изотермическими контейнерами. К станции примыкает подъездной пути завода им. Войтовича (прекратил работу примерно в 2011 году) и московского механического завода «Красный путь» (грузовая работа отсутствует). Пути станции также используются для дневного отстоя составов дальних пассажирских поездов. Станцию обслуживают передаточные поезда со станции Люблино, приходящие преимущественно ночью из-за большого количества пригородных поездов в дневное время. Дальше станции Москва Товарная в сторону Курского вокзала грузовые поезда по состоянию на 2013 год не ходят. До укладки III главного пути на Горьковском направлении в 2008 году станция имела соединение со станцией Перово-3 и подъездными путями завода «Серп и Молот» (Северный пост) (через перегон Москва-Тов.-Курская — Пост 5 км и далее через Пост 5 км — Северный пост и Пост 5 км — Андроновка).
На станции имеется высокая островная платформа, необычная своей длиной: она в полтора раза длиннее обычных платформ и, соответственно, электричек. Это сделано из-за малого расстояния между главными путями и в связи с необходимостью размещения кассы. Поэтому поезда, следующие в сторону Курского вокзала (на Москву), останавливаются, не доезжая кассы, а поезда, следующие по направлению из Москвы, останавливаются напротив кассы. Над путями располагается пешеходный мост, соединяющий Международную улицу, Шоссе Энтузиастов и пассажирскую платформу. Платформа не оборудована турникетами. Проходные завода Серп и Молот располагаются в пешеходной доступности от станции.
1 сентября 2017 года станция закрыта для выполнения грузовых операций по параграфам 2, 3, 4, 8, 10 Тарифного руководства № 4. Код Единой сетевой разметки ЕСР/АСУЖТ сменён с 191509 на 191547.

## Маршруты
Обслуживается пригородными поездами Курского направления МЖД. Также имеется беспересадочное прямое сообщение на Рижское направление.
Пути Горьковского направления МЖД проходят рядом со станцией к западу, там же удаляются от неё и Курского направления на юг, не имея связи: это отдельный трёхпутный перегон Москва-Пасс.-Курская — Кусково.

## Перспективы
Пассажирская платформа Москва-Товарная-Курская, как станция линии МЦД-2 Московских центральных диаметров, будет перенесена в ТПУ Серп и Молот, и соответственно ближе к станциям метро Площадь Ильича и Римская.

## Наземный общественный транспорт
На этой станции можно пересесть на следующие маршруты городского пассажирского транспорта:
- Автобусы: м6, 125, 340, 365, 567, с636, т53, н4

## Известные сотрудники
- Ермакова Екатерина Максимовна (1923—2013) — Герой Социалистического Труда.

## Галерея

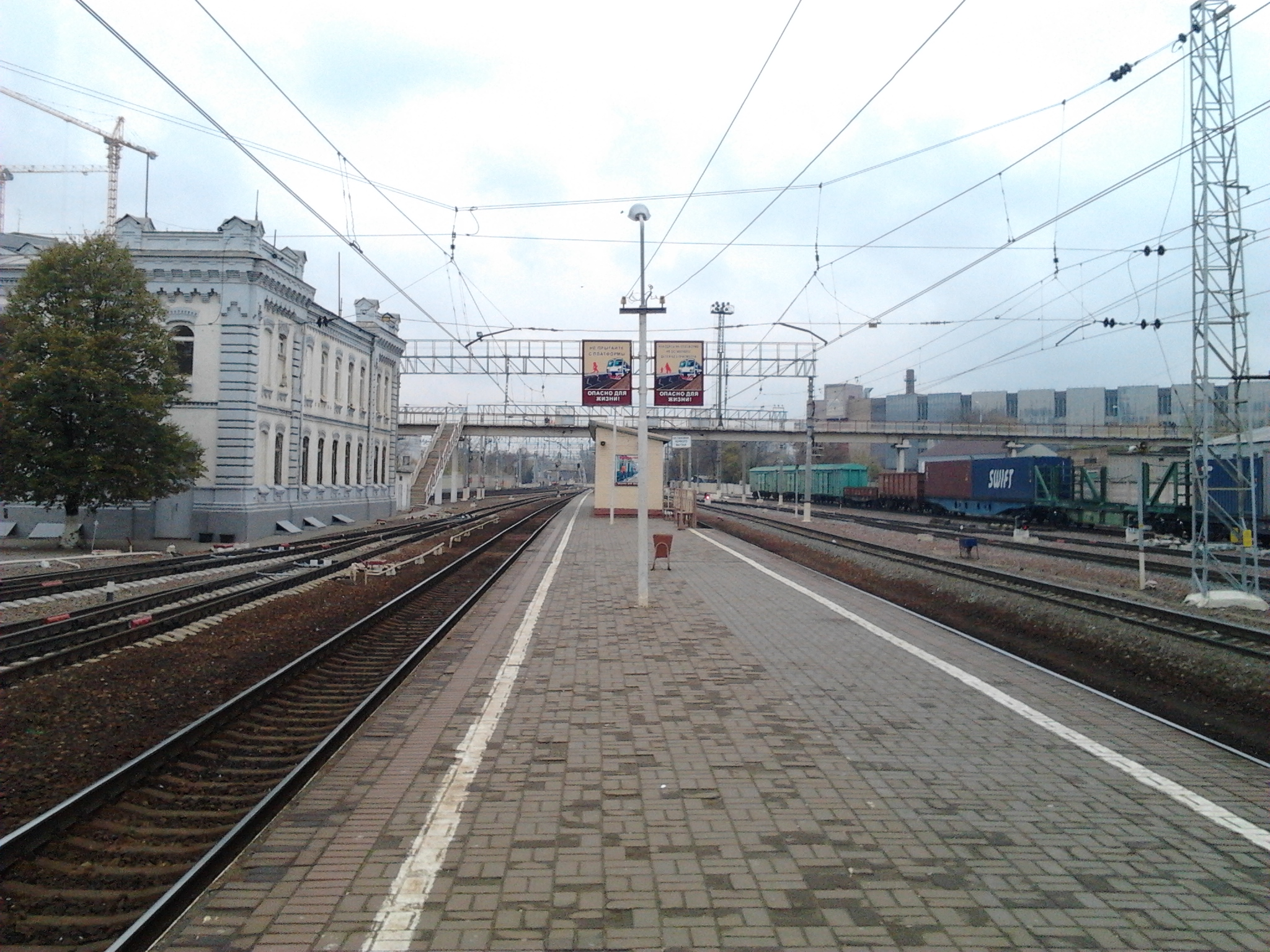
Пассажирская платформа станции. Вид в сторону Москвы
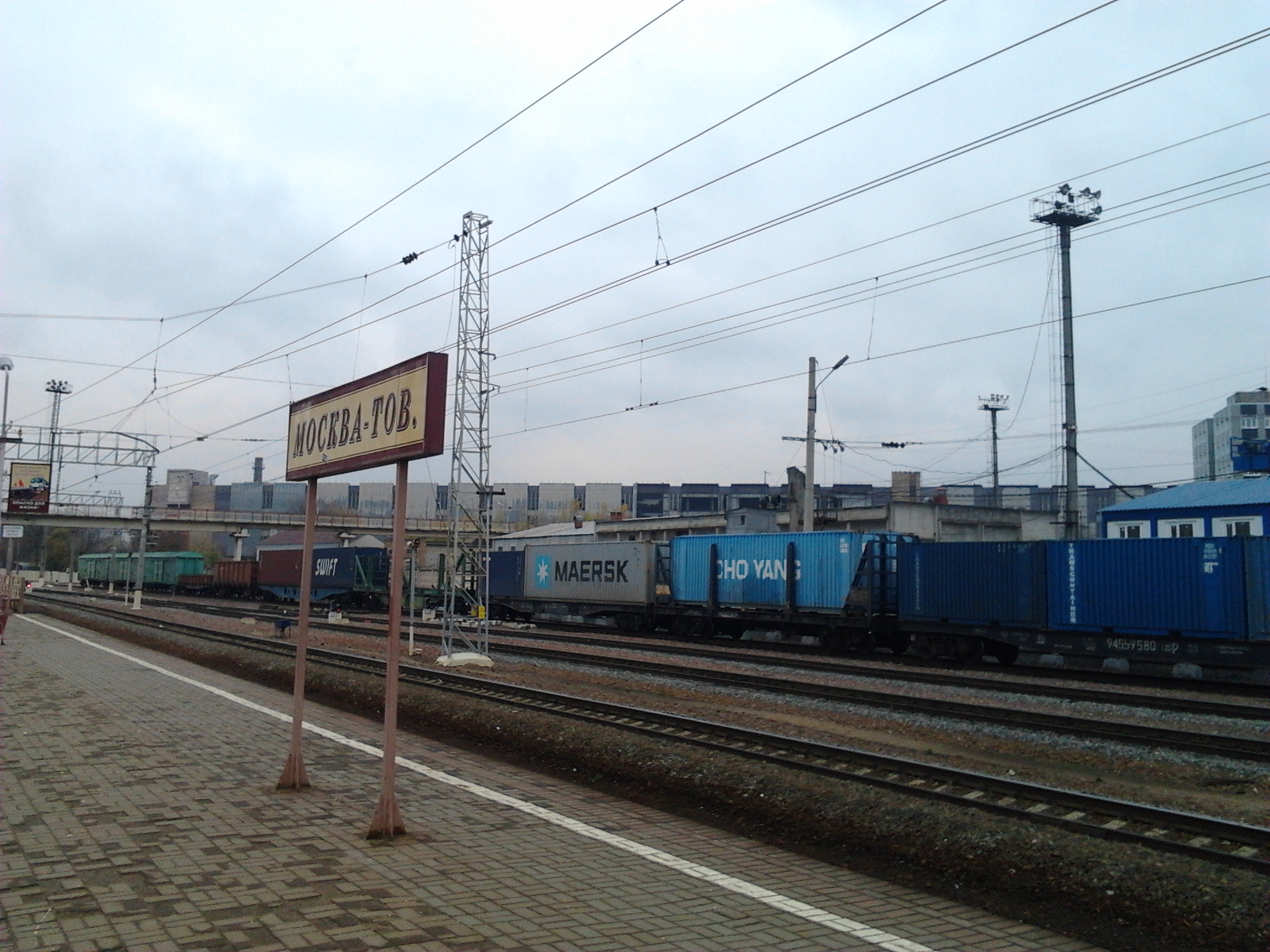
Москва-Товарная-Курская. Вид на завод «Серп и Молот» с платформы
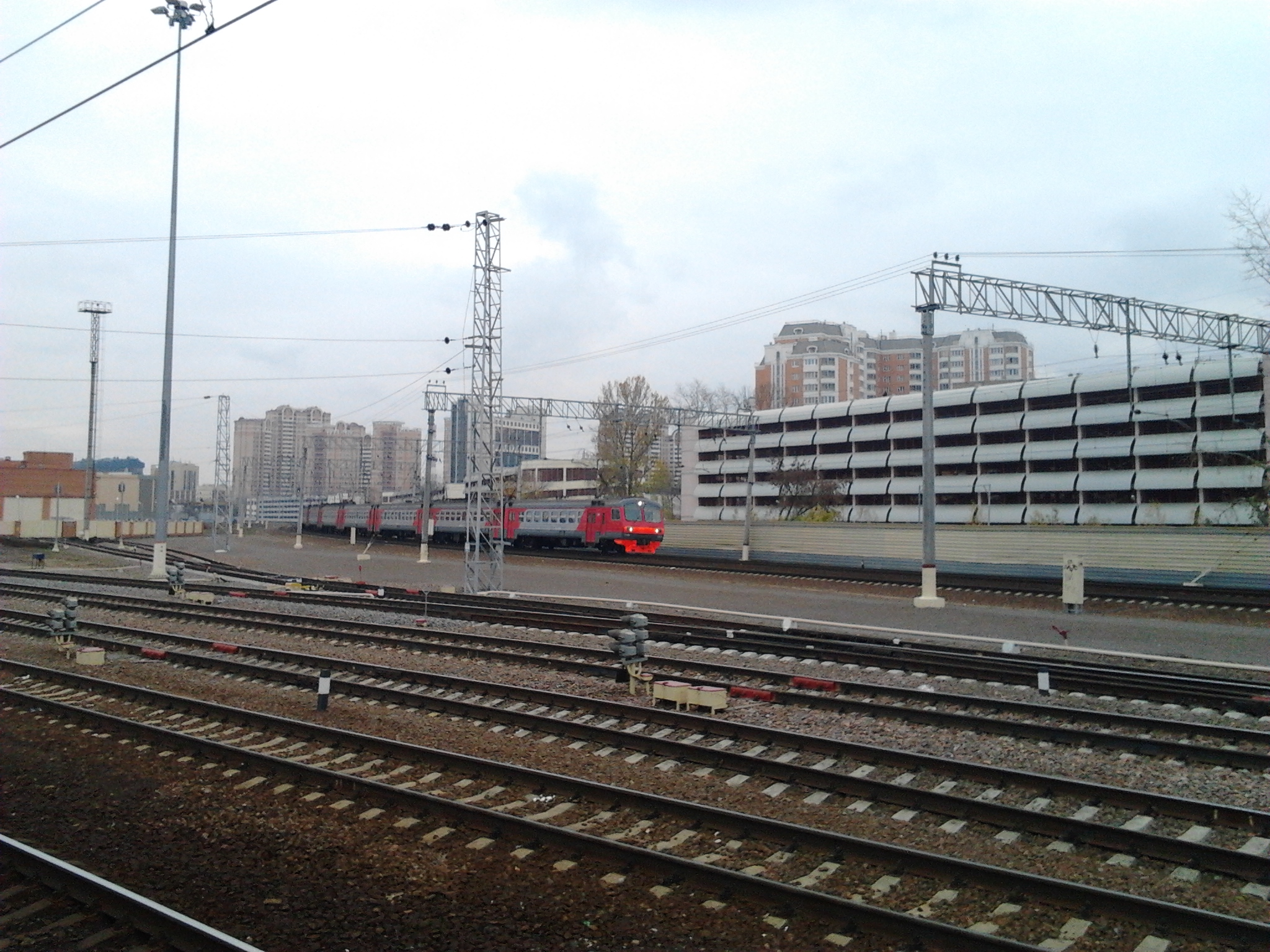
Вид на пути Горьковского направления МЖД с платформы
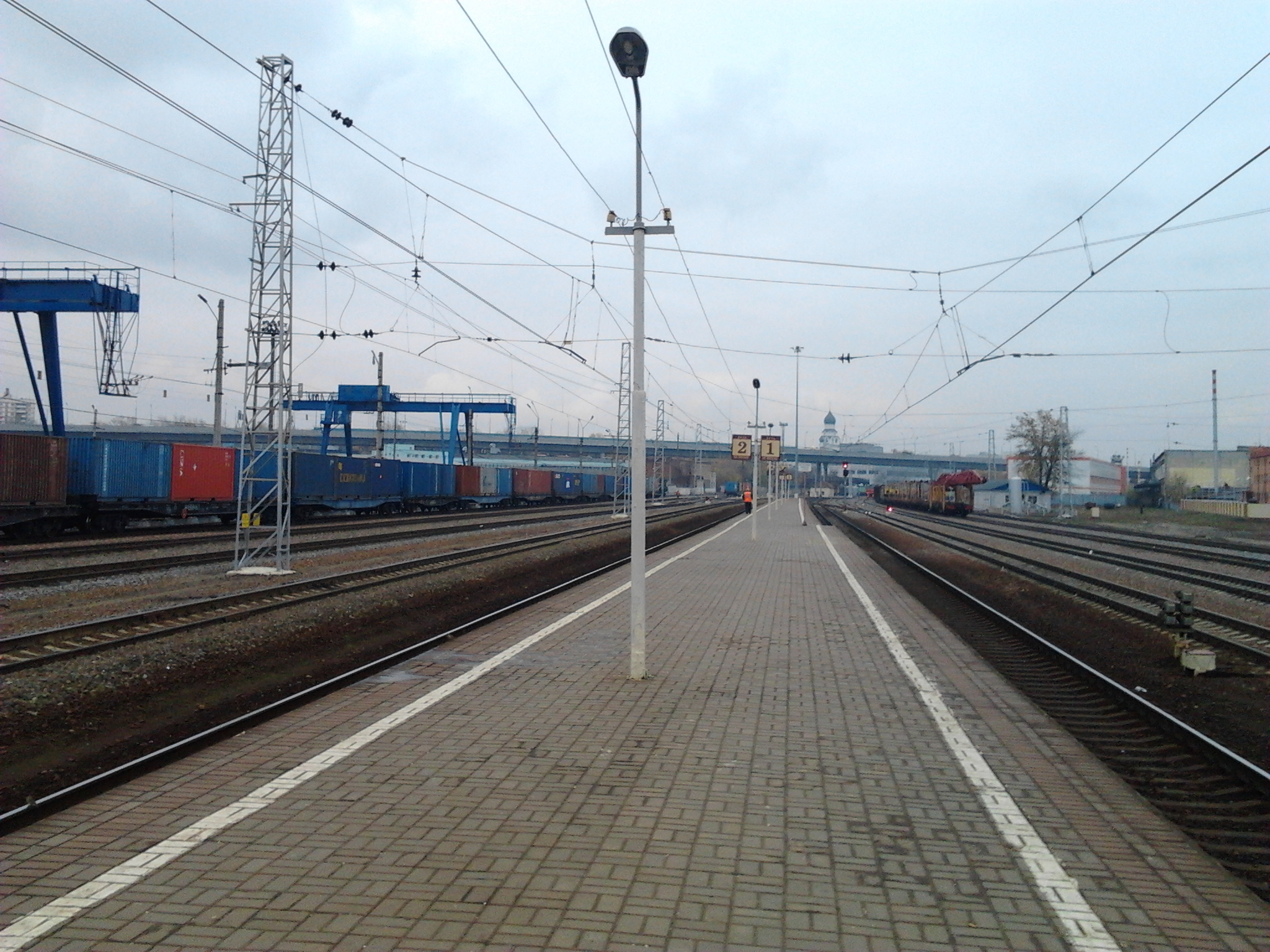
Пассажирская платформа станции. Вид в сторону от Москвы